# Lazy Lie Crazy
Lazy Lie Crazy（レイジー ライ クレイジー）は大阪府守口市を拠点に活動する、5人組のYouTuberグループ。略称は『レイクレ』。

## 概要
2017年8月に結成。全員大阪府出身。バラエティ動画やバスケットボール関連動画を配信するYouTuberであり、2021年2月にはB.LEAGUEの川崎ブレイブサンダースの主催でオンラインバスケ教室を実施している。
ともやんは近畿大学、他のメンバーは関西大学出身。またともやん以外は高校も同じであり、関西大学北陽高等学校である。

## 沿革
2017年（平成29年）
- 8月6日：どば師匠、たかし、てっちゃん、ともやん、ぺろ愛男爵により結成。
- 9月28日：同日の動画にてBiXが加入。

2018年（平成30年）
- 7月30日：BiXが個人チャンネルにて正式に脱退を発表。

2021年（令和3年）
- 6月24日：週刊文春の報道で、新型コロナウイルス感染拡大に伴う新型インフルエンザ等緊急事態宣言の発令中にもかかわらず多数のYouTuberが宴会に参加していたことが明らかになり、同グループのともやんもこの宴会に参加していたとして謝罪コメントを掲載した。
- 8月14日：ともやんプロデュースのアパレルブランド「&RSON」の展開を開始した。
- 11月16日：チャンネル登録者数100万人に到達。
- 12月9日：てっちゃんがエッセイ『今夜は終電を逃して語りたい』を、ともやんがエッセイ『明日はもっといい日になる』をそれぞれKADOKAWAから出版。

2022年（令和4年）
- 1月1日：同日の動画にて『レイクレ天下統一』との目標を掲げた。
- 1月7日：動画内でリーダーどば師匠が結婚を発表。
- 4月4日：てっちゃんが初の冠ラジオ番組となる、MBSラジオ『チュート徳井・レイクレてっちゃんのA Music Chance』が放送開始。チュートリアルの徳井義実と共演しており、徳井の動画出演も実現している。
- 6月13日：MBSラジオにて冠ラジオ番組「レイクレ天下統一～大坂夏の陣～」が放送される。
- 8月30日：『はじめしゃちょー & 川崎ブレイブサンダース presents DREAM GAME 2022』 にともやんが参加しMVPを獲得。

2023年（令和5年）
- 12月26日～29日：千葉県習志野市が拠点のYouTuberチーム・だいにぐるーぷとのコラボ動画『海賊サバイバル』を投稿。

2025年（令和7年）
・てっちゃんがユーチューブ10分ドラマ「東京彼女」8月号に山田愛奈の相手役として出演

## メンバー
| 名前       | 本名      | 生年月日               | 身長  | メンバーカラー | 担当                                     | キャラ                             |
| ---------- | --------- | ---------------------- | ----- | -------------- | ---------------------------------------- | ---------------------------------- |
| どば師匠   | 土橋 京平 | 1997年11月27日（27歳） | 167cm | 赤             | リーダー / ボケ                          | デブキャラ                         |
| たかし     | 橋本 昂志 | 1997年11月1日（27歳）  | 164cm | 緑             | 司会・進行 / ボケ、ツッコミ 運動神経抜群 | チビキャラ、モテキャラ、癒しキャラ |
| てっちゃん | 辰巳 鉄人 | 1998年3月23日 (27歳）  | 177cm | 青             | 出演 / ツッコミ                          | ハブられキャラ、割愛キャラ         |
| ともやん   | 嶋津 友稀 | 1997年9月23日（27歳）  | 175cm | 黄             | 出演 / ボケ、運動神経抜群                | ファッション・バスケ・バカキャラ   |
| ぺろ愛男爵 | 小川 周平 | 1997年4月19日（28歳）  | 177cm | ピンク         | 出演 / ボケ                              | 不潔キャラ、ブスキャラ             |

活動当初は、どば師匠が司会・進行を務めていたが夕闇に誘いし漆黒の天使達の小柳のアドバイスで、たかしが代わりを務め、どば師匠はボケに専念している。

### 旧メンバー
| 名前 | 本名 | 生年月日             | 身長  | メンバーカラー | 在籍期間              |
| ---- | ---- | -------------------- | ----- | -------------- | --------------------- |
| BiX  | 不明 | 1998年9月6日（26歳） | 185cm | 紫             | 2017年9月 - 2018年8月 |

メンバーとは現在も交流があり、BiXとは動画によっては共同制作も行なっている。脱退後は個人チャンネルを運営し、2025年2月時点では登録者数24万人である。

## エピソード
- グループ名は、結成した当時、メンバーが暇であったことから「暇人（視聴者）が好きな暇人（自分達）」というワードを考え、それを英語に直訳し、怠惰という意味の”Lazy”、好きという意味の”Like”を掛け合わせ『Lazy Like Lazy』になったが語呂が悪かったため現在の表記になったと語っている。[動画 3]
- 撮影拠点は大阪府守口市であるが[13]、東海オンエアの企画にて、てつやにじゃんけんで勝利したことで[14]、愛知県岡崎市に別荘を所有している[動画 4][15]。

## ディスコグラフィ

### シングル
配信限定シングル
|     | 配信日        | タイトル     | 備考                                       |
| --- | ------------- | ------------ | ------------------------------------------ |
| 1st | 2023年5月25日 | 創り話       | 『どば師匠【レイクレ】』名義               |
| 2nd | 2023年5月25日 | 生き様       | 『どば師匠【レイクレ】』名義               |
| 3rd | 2024年3月20日 | ちょうどいい | GRe4N BOYZ プロデューサー・JINとの楽曲制作 |
| 4th | 2025年2月14日 | 君よ         | 『どば師匠【レイクレ】』名義               |

### 動画
1. ↑  BiX【ビックス】 (2018-07-30), レイクレからいなくなった理由について語ります 2025年2月8日閲覧。
2. ↑   (日本語) 【ドッキリ】もしもメンバーがチュートリアル徳井と入れ替わってたらwwwww 2023年9月2日閲覧。
3. ↑  “【初公開】レイクレはどのようにして生まれたのか？”. 2023年9月5日閲覧。
4. ↑   (日本語) てつやさんからサウナ付き別荘もらったwww【東海オンエア】 2023年9月2日閲覧。